# Anthony J. W. Hilton
Anthony J. W. Hilton (* 4. April 1941) ist ein britischer Mathematiker, der sich mit Kombinatorik beschäftigt.
Hilton studierte ab 1959 an der University of Reading mit dem Bachelor-Abschluss 1963 und der Promotion 1967 bei David Daykin (Representation theorems for integers and real numbers). Ab 1964 war er dort Assistant Lecturer und ab 1966 Lecturer. 1980 wurde er Reader und ab 1992 hatte er dort eine volle Professur. 2005 emeritierte er.
1982 bis 1984 war er Gastwissenschaftler an der Open University, 1986/87 Gastprofessor an der Auburn University, 1990 bis 1998 regelmäßig Gastprofessor an der West Virginia University und 2005 Gastprofessor an der Eastern Kentucky University.
1998 erhielt er die Euler-Medaille. In der Laudatio wurde seine führende Rolle in der Entwicklung der Kombinatorik in Großbritannien hervorgehoben sowie seine Forschungen auf dem Gebiet der Graphenfärbung und der Einbettung kombinatorischer Strukturen, wobei er ein Pionier in zwei erfolgreichen Einbettungstechniken war. Die eine benutzt Kantenfärbungen und verallgemeinerte Resultate von Philip Hall, Herbert Ryser und A. Cruse. Er benutzte diese Methode für den Beweis der Lindner-Vermutung, der Evans-Vermutung und zum Beweis optimaler Einbettungsresultate für partiell idempotente lateinische Quadrate. Seine zweite Methode benutzt Amalgamationen. Ihm gelang damit eine Teillösung einer Vermutung über die optimale Einbettung partieller Tripel-Systeme. Er hatte außerdem eine führende Rolle auf dem Gebiet kombinatorischer Beweise und verfolgte die Verbindung von Designtheorie und Graphentheorie, indem er in der Designtheorie graphentheoretische Konzepte wie Kantenfärbungen und Zusammenhang (Konnektivität) einführte.
Er befasste sich auch mit Graphentheorie im engeren Sinn (er bewies unter anderem, dass reguläre Graphen mit hohem Maximalgrad eine 1-Faktorisierung haben) und mit der Theorie extremaler Mengen, wo er eine Vermutung von Paul Erdős, Ko und Richard Rado über die Größe von Antiketten in Mengensystemen löste, den Satz von Sperner verallgemeinerte und einen einfachen Beweis des Satzes von Kruskal-Katona gab.
Seit 1989 ist er Mitherausgeber des Journal for Combinatorial Mathematics and Combinatorial Computing.
1993 organisierte er das British Mathematical Colloquium.